# Herman Merivale
Pour les articles homonymes, voir Merivale.
Herman Merivale CB (8 novembre 1806 - 8 février 1874) est un fonctionnaire et historien britannique. Il est le frère aîné de Charles Merivale et le père du poète Herman Charles Merivale.

## Biographie
Il est né à Dawlish, Devon, de John Herman Merivale (1770–1844) et de Louisa Heath Drury. Il fait ses études à l'école Harrow. En 1823, il entre au Oriel College d'Oxford. En 1825, il devient boursier du Trinity College et remporte également la bourse d'Irlande, et trois ans plus tard, il est élu fellow du Balliol College. Il devient membre de l'Inner Temple et exerce sur le circuit occidental, devenant en 1841 recorder de Falmouth, Helston et Penzance.
De 1837 à 1842, il est professeur d'économie politique à Oxford et, à ce titre, il donne un cours de conférences sur les colonies britanniques dans lequel il traite des questions d'émigration, d'emploi de la main-d'œuvre et d'attribution des terres publiques. La réputation qu'il acquiert grâce à ces conférences est en grande partie liée à sa nomination en 1847 au poste de sous-secrétaire adjoint pour les colonies et, l'année suivante, il devient sous-secrétaire permanent. En 1859, il est transféré au sous-secrétariat permanent pour l'Inde, recevant la distinction de l'Ordre du Bain. En 1870, Merivale reçoit le diplôme de DCL de l'Université d'Oxford. Il meurt en 1874 et est enterré au Cimetière de Brompton, à Londres.
Outre ses conférences sur la colonisation et les colonies (1841), il publie des études historiques (1865) et complète les mémoires de Sir Philip Francis (1867) ; il écrit le deuxième volume de la Vie de Sir Henry Lawrence (1872) dans la continuité de l'œuvre de Sir Herbert Edwardes.
Un hommage à ses capacités de penseur original par son chef au Colonial Office, Edward Bulwer-Lytton, est imprimé avec un avis de sa carrière où son frère contribue aux Transactions (1884) de la Devonshire Association.

## Famille
Le 29 octobre 1834, il épouse Caroline Penelope Robinson, fille de William Villiers Robinson et d'Anne Brooksbank, et ont :
- Herman Charles Merivale (27 janvier 1839 - 17 août 1906) épouse Elizabeth Pitman
- Isabel Frances Sophia Merivale épouse William Peere Williams-Freeman
- Agnes Merivale (1847-1872) épouse John Townsend Trench le 10 août 1870.